# Bregtalbahn
| |                         |                                        |                                        |
| Streckennummer (DB): | 9430                    |                                        |                                        |
| Kursbuchstrecke (DB): | 306c (1944) 303k (1946) |                                        |                                        |
| Streckenlänge: | 29,78 km                |                                        |                                        |
| Spurweite: | 1435 mm (Normalspur)    |                                        |                                        |
| Maximale Neigung: | 14 ‰                    |                                        |                                        |
| Minimaler Radius: | 230 m                   |                                        |                                        |
| |                         |                                        |                                        |
| \| \| \| Höllentalbahn von Donaueschingen \| \| \| \| 2,643 \| Hüfingen Mitte (ehem. Hüfingen Bf) \| Hüfingen Mitte (ehem. Hüfingen Bf) \| \| \| \| Höllentalbahn nach Freiburg (Breisgau) \| \| \| \| 4,373 \| Bräunlingen Industriegebiet \| Bräunlingen Industriegebiet \| \| \| 5,400 \| Bräunlingen \| Bräunlingen \| \| \| 7,400 \| Breg \| Breg \| \| \| 8,300 \| Bräunlingen Hp (ehemals Bruggen) \| Bräunlingen Hp (ehemals Bruggen) \| \| \| 8,900 \| Banngraben \| Banngraben \| \| \| 9,900 \| Landgraben \| Landgraben \| \| \| 10,200 \| Wolterdingen (Baden) \| Wolterdingen (Baden) \| \| \| \| Reichenbächle \| \| \| \| 15,000 \| Zindelstein \| Zindelstein \| \| \| 16,300 \| Wilddobel \| Wilddobel \| \| \| 16,800 \| Krumpeldobel \| Krumpeldobel \| \| \| 18,800 \| Hammereisenbach \| Hammereisenbach \| \| \| 18,800 \| Eisenbach \| Eisenbach \| \| \| 21,100 \| Linach \| Linach \| \| \| 21,200 \| Linach \| Linach \| \| \| 24,700 \| Vöhrenbach \| Vöhrenbach \| \| \| 28,800 \| Schönenbach \| Schönenbach \| \| \| 30,050 \| Schönenbach West \| Schönenbach West \| \| \| 32,420 \| Furtwangen \| Furtwangen \| |                         |                                        |                                        |
| Strecke |                         | Höllentalbahn von Donaueschingen       | Höllentalbahn von Donaueschingen       |
| Bahnhof | 2,643                   | Hüfingen Mitte (ehem. Hüfingen Bf)     | Hüfingen Mitte (ehem. Hüfingen Bf)     |
| Abzweig geradeaus und nach links |                         | Höllentalbahn nach Freiburg (Breisgau) | Höllentalbahn nach Freiburg (Breisgau) |
| Haltepunkt / Haltestelle | 4,373                   | Bräunlingen Industriegebiet            | Bräunlingen Industriegebiet            |
| Kopfbahnhof Strecke ab hier außer Betrieb | 5,400                   | Bräunlingen                            | Bräunlingen                            |
| Brücke über Wasserlauf (Strecke außer Betrieb) | 7,400                   | Breg                                   | Breg                                   |
| Haltepunkt / Haltestelle (Strecke außer Betrieb) | 8,300                   | Bräunlingen Hp (ehemals Bruggen)       | Bräunlingen Hp (ehemals Bruggen)       |
| Brücke über Wasserlauf (Strecke außer Betrieb) | 8,900                   | Banngraben                             | Banngraben                             |
| Brücke über Wasserlauf (Strecke außer Betrieb) | 9,900                   | Landgraben                             | Landgraben                             |
| Bahnhof (Strecke außer Betrieb) | 10,200                  | Wolterdingen (Baden)                   | Wolterdingen (Baden)                   |
| Brücke über Wasserlauf (Strecke außer Betrieb) |                         | Reichenbächle                          | Reichenbächle                          |
| Haltepunkt / Haltestelle (Strecke außer Betrieb) | 15,000                  | Zindelstein                            | Zindelstein                            |
| Brücke über Wasserlauf (Strecke außer Betrieb) | 16,300                  | Wilddobel                              | Wilddobel                              |
| Brücke über Wasserlauf (Strecke außer Betrieb) | 16,800                  | Krumpeldobel                           | Krumpeldobel                           |
| Bahnhof (Strecke außer Betrieb) | 18,800                  | Hammereisenbach                        | Hammereisenbach                        |
| Brücke über Wasserlauf (Strecke außer Betrieb) | 18,800                  | Eisenbach                              | Eisenbach                              |
| Brücke über Wasserlauf (Strecke außer Betrieb) | 21,100                  | Linach                                 | Linach                                 |
| Haltepunkt / Haltestelle (Strecke außer Betrieb) | 21,200                  | Linach                                 | Linach                                 |
| Bahnhof (Strecke außer Betrieb) | 24,700                  | Vöhrenbach                             | Vöhrenbach                             |
| Bahnhof (Strecke außer Betrieb) | 28,800                  | Schönenbach                            | Schönenbach                            |
| Haltepunkt / Haltestelle (Strecke außer Betrieb) | 30,050                  | Schönenbach West                       | Schönenbach West                       |
| Kopfbahnhof Streckenende (Strecke außer Betrieb) | 32,420                  | Furtwangen                             | Furtwangen                             |

Die Bregtalbahn ist eine normalspurige, als Privatbahn betriebene Nebenbahn im Schwarzwald-Baar-Kreis. Die ursprünglich 32,4 Kilometer lange Stichbahn führte von Donaueschingen, wo sie von der Schwarzwaldbahn abzweigt, nach Furtwangen und folgt dabei auf ganzer Länge dem namensgebenden Fluss Breg. 1901 wurde der erste Streckenabschnitt Donaueschingen–Hüfingen von der Staatsbahn übernommen und der Höllentalbahn zugeschlagen.

## Geschichte

### Erschließung

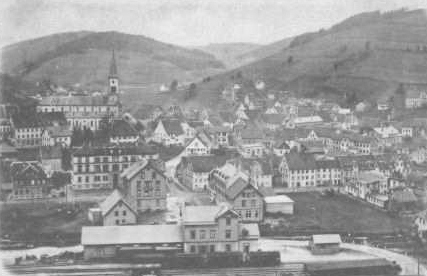
Der Bahnhof Furtwangen 1900

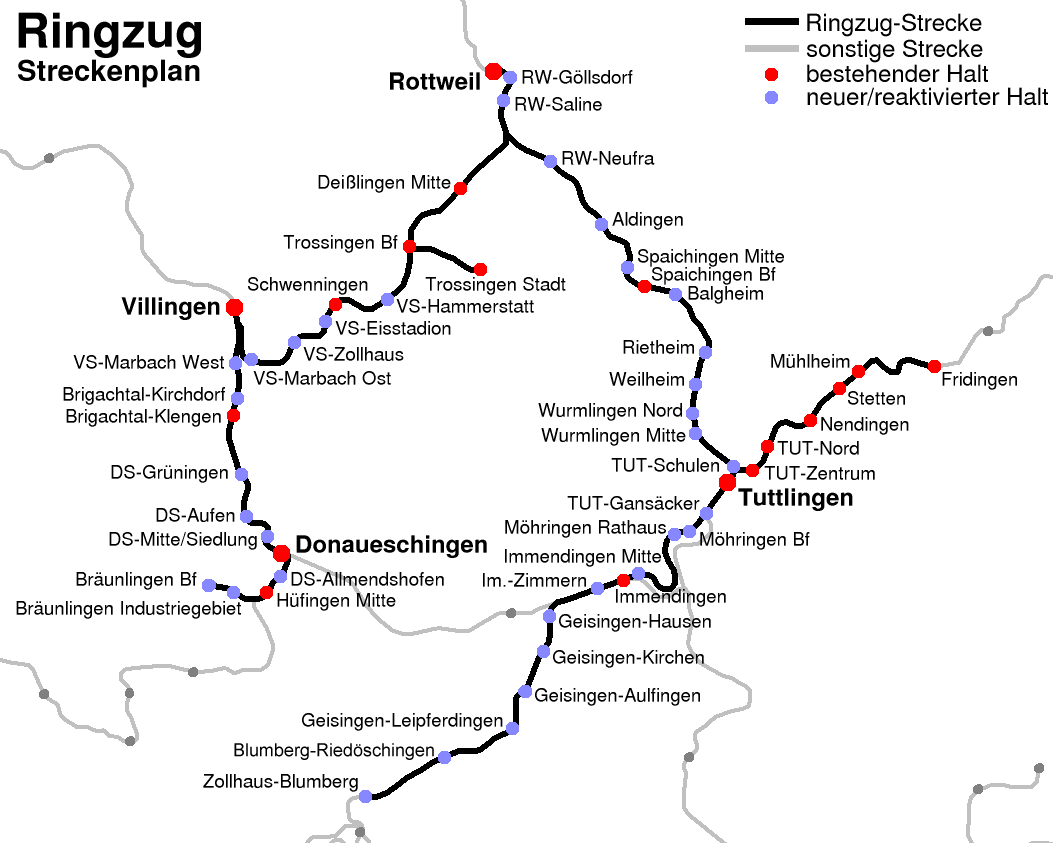
Der heute noch bestehende Abschnitt der Bregtalbahn im Gefüge des Ringzug-Systems

Die Bregtalbahn wurde am 20. Oktober 1892 von Donaueschingen bis Hammereisenbach eröffnet; der zweite Teil von Hammereisenbach bis Furtwangen folgte am 1. August 1893. Erbauer war das Badische Eisenbahnkonsortium unter dem Eisenbahnunternehmer Herrmann Bachstein, das die Bahn 1897 in die Süddeutsche Eisenbahn-Gesellschaft (SEG) einbrachte.
Der Bau des ersten 2,643 Kilometer langen Abschnittes Donaueschingen–Hüfingen erfolgte auf Staatskosten, da dieser Streckenabschnitt bereits ein Teil der geplanten hinteren Höllentalbahn Neustadt–Donaueschingen war. Für den Betrieb und Unterhalt dieses Streckenstücks war jedoch von Anfang an die Bregtalbahn zuständig, welcher die Strecke dafür bis auf weiteres unentgeltlich überlassen wurde. Aus diesem Grund hat auch die Kilometrierung der Strecke ihren Nullpunkt in Donaueschingen.
Da beim Bau der Bregtalbahn um 1892/93 der weitere Trassenverlauf bei der hinteren Höllentalbahn zwischen Neustadt (Schwarzwald) und Donaueschingen noch nicht feststand (unter anderem war eine Trassenvariante der Höllentalbahn über Hammereisenbach in der Diskussion, bei der von Hammereisenbach über Hüfingen bis Donaueschingen die Bregtalbahn mitbenutzt worden wäre) hatte sich der Staat vertraglich für die Strecke Hüfingen-Hammereisenbach zu jeder Zeit ein Rückkaufsrecht vorbehalten. Für den Abschnitt Hammereisenbach-Furtwangen wurde eine Rückkauffrist von 25 Jahren vereinbart.
Als die hintere Höllentalbahn nach ihrer durchgehenden Fertigstellung am 20. August 1901 den Verkehr Donaueschingen–Neustadt–Freiburg aufnahm, übernahm die Großherzoglich Badische Staatseisenbahn selbst die Betriebsführung sowie den Unterhalt des Streckenabschnitts Donaueschingen-Hüfingen von der SEG. Die Staatsbahn vereinbarte einen Gemeinschaftsbetrieb mit der SEG, sodass die Züge der Bregtalbahn unverändert in Donaueschingen beginnen und enden konnten. Die Betriebslänge der Bregtalbahn verkürzte sich dadurch auf 29,78 Kilometer.

### Teilweise Schließung und Rückbau
Am 1. Januar 1953 übernahm das Land Baden-Württemberg die Strecke und ließ sie durch die Mittelbadische Eisenbahnen AG betreiben, bis diese am 1. Oktober 1971 in der Südwestdeutsche Eisenbahnen AG (SWEG) aufgingen. Die weite Streckenlänge im Verhältnis zur geringen Siedlungsdichte, der hohe Unterhaltsaufwand durch die Höhenlage und die harten Winter waren stets problematisch, vor allem, nachdem die Verlagerung der Gütertransporte auf die Straße begonnen hatte. Auch der Personenverkehr konzentrierte sich hauptsächlich auf den unteren Abschnitt bis Wolterdingen. So konnte in die Strecke nur noch unzureichend investiert werden. Wegen des Zustandes der Bregbrücke hinter Bräunlingen verfügte die Aufsichtsbehörde schließlich die Sperrung des Streckenabschnittes (Bräunlingen–) Anschluss Straub–Furtwangen. Die Kosten für die Instandsetzung der Brücke wurden auf 1,5 Mio. DM geschätzt, sodass die SWEG die Maßnahme von einer garantierten zusätzlichen Tonnage durch die Güterkunden von 20.000 t abhängig machte. Die Zusage wurde nicht gewährt, sodass die SWEG den Betrieb am 30. September 1972 einstellte und  die Strecke zwischen Bräunlingen und Furtwangen abbaute. Dieser Abschnitt der Bregtalbahn dient heute großteils als Bahntrassenradweg. Auf dem verbliebenen Abschnitt bis Bräunlingen fand bis 15. Dezember 2003 nur Güterverkehr statt, den zeitweise die Deutsche Bahn betrieb.

### Aufnahme des Ringzugbetriebs
Seit 2003 wird das Reststück bis Bräunlingen wieder im Schienenpersonennahverkehr befahren, da es zum Ringzug-Konzept der Landkreise Schwarzwald-Baar, Rottweil und Tuttlingen gehört. Es verkehren nunmehr Regio-Shuttles der Hohenzollerischen Landesbahn im Stundentakt.
Die Strecke wird im Stichstreckenblock-Verfahren gesichert, daher ist derzeit kein Güterverkehr möglich.